# 孝敬太皇太后
孝敬太皇太后（こうけいたいこうたいごう、? - 万暦25年3月21日（1597年5月6日））は、中国の明の万暦帝の敬妃で、南明永暦帝の祖母。皇后に追尊された。姓は李氏。出身は不明。

## 生涯
万暦帝の寵愛を受け、万暦22年（1594年）に朱常潤（恵王）を生んだ。同年に敬妃となった。万暦25年（1597年）3月10日に朱常瀛（桂王）を生み、同月亡くなった。諡は恭順栄荘端静皇貴妃といい、天寿山に葬られた。
孫の永暦帝が即位すると、孝敬恭順栄荘端靖敬天光聖皇后の諡号を受けた。
外史によれば、李敬妃の死後、万暦帝は遺物で石星から与えられた寝台を発見した。万暦帝は怒り、石星を死に追いやった。

## 伝記資料
- 『明史』
- 『南明史』
- 『北游録』